# Asil

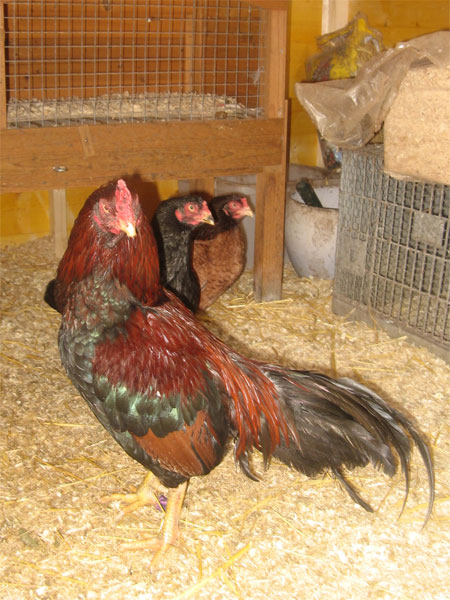

Asil är en tung hönsras som härstammar från Indien. Det är en stridshönsras som har använts för tuppfäktning och tuppen är mycket aggressiv mot andra tuppar. Även hönorna visar upp bra förmåga att skydda sina kycklingar mot olika faror och mot andra höns. Rasen tros vara över 4 000 år gammal och är därmed en av de äldsta stridshönsraserna. I Indien används asil fortfarande för tuppfäktning. Asil förekommer i flera olika färgvarianter och även i ett antal olika typer, ofta namngivna efter det område i Indien där de uppstått. 
En höna väger omkring 2 kilogram och en tupp väger 2,5 kilogram. Äggen väger ungefär 40 gram och har gräddfärgad till brunaktig skalfärg. Hönorna värper sparsamt, men är villiga ruvare som ser efter kycklingarna väl.
Det finns även en dvärgvariant av asil, framavlad i Storbritannien under slutet av 1800-talet. En höna av dvärgvarianten väger omkring 600 gram och en tupp 700 gram. Äggen väger ungefär 30 gram och har gulbrun skalfärg. 
Indiska stridshöns är framavlade ur asil och malayer.

## Färger
- Blå/silverhalsad
- Fasanbrun
- Rödsadlad
- Svart
- Svart/vitfläckig
- Trefärgad
- Viltfärgad
- Vit